# APAF1

Утворення апоптосом і активація каспази-9 і каспази-3

APAF1 (англ. Apoptotic peptidase activating factor 1) – білок, який кодується однойменним геном, розташованим у людей на короткому плечі 12-ї хромосоми. Довжина поліпептидного ланцюга білка становить 1 248 амінокислот, а молекулярна маса — 141 840.
Білок можна розділити на три домени: N-кінцевий домен CARD (англ. caspase recruitment domain) - необхідний для функції APAF1; альтернативно, він може зв'язувати домен WD40 або цитохром С. Домен C-terminal WD40 є негативним регулятором, який складається з 12 або 13 повторів WD40: він може зв'язувати домен CARD, але може взаємодіяти з іншими білками апоптотичного регулятора.
Задіяний у таких біологічних процесах, як апоптоз, альтернативний сплайсинг. Білок має сайт для зв'язування з АТФ, нуклеотидами, іоном кальцію. Локалізований у цитозолі.

## Експресія
Найвищі рівні експресії у дорослих лейкоцитів селезінки і периферичної крові, а також у мозку, нирках і легенях. Ізоформ 1 експресується в серці, нирках і печінці.  Apaf-1 являє собою пряму транскрипційну мішень р53, який може сенсибілізувати клітини до апоптозу за рахунок підвищення рівнів Apaf-1.

## Функції
APAF1 є структурним ядром апоптосоми. Коли активується мітохондріальний шлях апоптозу, цитохром С вивільняється з мітохондрій до цитозолу, а потім зв'язується з доменом APAF1 CARD, змінюючи його конформацію. Подальше зв'язування молекул АТФ опосередковує другу конформаційну зміну, що призводить до відкритої конформації APAF1. За допомогою домену CARD сім молекул APAF1 зв'язуються один з одним і до семи молекул ініціатора Caspase-9, що утворюють апоптосому і викликають активацію ефекторних каспаз. Утворення апоптосоми і активація каспаз регулюються численними взаємодіючими білками.
Основні функції білка:
- функціонує в якості адаптера в багатопротеїновому комплексі 700 кДа (названому апоптосомою), щоб опосередкувати активацію каспази-9
- активує апоптозний комплекс апоптозу каспази 9 і APF1 в присутності цитохрому С і АТФ, що призводить до активації каспази 3 і, таким чином, до апоптозу
- рецептор поглинача гемоглобіну
- впливає на зупинку клітинного циклу, викликаного пошкодженням ДНК
- відіграє необхідну роль для розщеплення або активації всіх пропаз і сприяє мітохондріальним апоптотичним подіям, індукованими генотоксичними препаратами
- відіграє роль у підтримці геномної стабільності незалежно від її функції в механізмі загибелі клітин
- не вимагає енергії від нуклеотидного гідролізу до кінцевої форми апоптосоми
- має неапоптозну роль у патології нейродегенеративних захворювань, залежних від білків-агрегації, таких як хвороба Хантінгтона
- необхідний для міноциклін-залежного інгібування загибелі клітин
- може служити прямим або непрямим датчиком або модулятором метаболічного стану ER / мітохондрій
- передає сигнал смерті в мітохондріальному шляху апоптозу
- основний компонент апоптосоми і вирішальний фактор в мітохондрій-залежному шляху смерті
- грає вирішальну роль ядерної релокалізації APAF1 в опосередкуванні зупинки клітинного циклу, індукованого генотоксичним стресом[8]

## Ген
Локалізація
12q23
ДНК / РНК
Ген APAF1 складається з 27 екзонів, причому область кодування охоплює 26 екзонів
Транскрипція
П'ять ізоформ кДНК APAF1 були виявлені у Homo sapiens
- оригінальний APAF1 (також званий Apaf-1S) довжиною 3585 bp (він містить 12 повторів WD40);
- ізоформа APAF1-1M (3618 п.о.) містить вставку 33 nt після позиції 295 першої опублікованої послідовності;
- ізоформа APAF-1XS (3516 п.н.) містить таку ж вставку Apaf-1M форми, не має пар основ від 3171 до 3296 форми Apaf-1S (делеція в домені WD40), але має вставку 24 nt в положенні 1725
- APAF-1L (3714 bp) містить вставку 129 nt в положенні 2466 (містить 13 повторів WD40);
- ізоформа APAF-1XL (3747 bp) містить таку ж інсерцію форми APAF-1M і додаткову інсерцію 129 bp (містить 13 повторів WD40)[5].

## Регуляція
Не інгібується зв'язуванням з BCL2. Репресований міноцикліном,який інгібує власну активацію апоптозу (опосередковану мітохондріями), але не зовнішню, через інгібуючу дію на активність APAF1. Клітини, оброблені міноцикліном стійкі до розвитку мутантної агрегації білка. Фізіологічні концентрації іонів кальцію негативно впливають на збірку апоптосом шляхом інгібування нуклеотидного обміну в мономерній формі.

## Залучений до
- Раку шкіри (меланома, карцинома базальних клітин, плоскоклітинний рак)
- Пухлин головного мозку (нейронні пухлини, гліальні пухлини)
- Раку голови та шиї, а також одонтогенних пухлин
- Раку шлунково-кишкового тракту (рак стравоходу, рак шлунка, рак жовчного міхура, рак черевоподібного відростка, рак товстої кишки, рак прямої кишки, рак ануса)
- Раку підшлункової залози
- Раку печінки і метастазів в печінці
- Раку легенів
- Пухлин жіночих статевих органів (карцинома яєчників, новоутворення фаллопієвої труби, ендометрія)
- Пухлин чоловічих статевих органів (семінома, пухлини статевих клітин, статеві пухлини, інші раки яєчка, новоутворення простати, пухлина статевого члена)
- Пухлин сечовивідних шляхів (нирково-клітинна карцинома, новоутворення ниркової миски, сечоводу, сечового міхура, уретри)
- Пухлин кровотворної системи [5]

## Взаємодії
Показано, що APAF1 взаємодіє з:
- APIP[10],
- BCL2-like 1,[11][12]
- Caspase-9,[10][11][12][13][14]
- HSPA4,[15]
- NLRP1[13].

## Значення
APAF-1 відіграє важливу роль у запрограмованій загибелі клітин і допомагає підтримувати різні гомеостатичні функції. Враховуючи здатність APAF-1 активувати або пригнічувати апоптоз, вивчення APAF-1 може призвести до серйозних успіхів у сучасній медицині. По-перше, подальше дослідження APAF-1 може призвести до нових досягнень у розумінні та лікуванні раку. Ракові клітини мають незвичайну здатність ухилятися від апоптозу, і вони отримують цю здатність від мутацій до прото-онкогенів, які зазвичай підтримують і контролюють апоптоз. Вивчення APAF-1 могло б забезпечити краще розуміння того, як апоптоз може бути індукований або навіть відновлений в ракових клітинах для цільових пухлин. Подальші дослідження APAF-1 могли б навіть призвести до більшого розуміння того, як рак походить з інших нормальних клітин. APAF-1 також може бути вивчений для розвитку нашого розуміння нейродегенеративних розладів, таких як хвороба Альцгеймера і хвороба Паркінсона. Обидві ці зміни, що змінюють життя, є результатом дегенерації різних компонентів центральної нервової системи. Таким чином, апоптоз активний, коли він повинен бути в стані спокою. Можливо, подальші дослідження APAF-1 можуть допомогти виправити ці захворювання або навіть виявити основні причини.

## Примітки

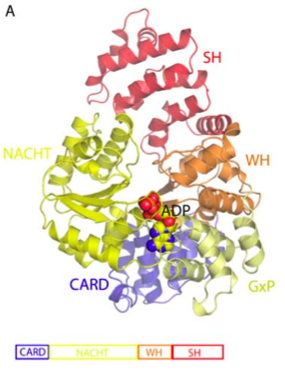
Структура APAF1